# Carl Budich
Carl Budich (* 5. Februar 1904 in Reinfeld (Holstein); † 14. Januar 1982 in Lübeck) war ein deutscher niederdeutscher Schriftsteller.

## Leben
Budich war der Sohn eines Landwirts. Er besuchte die Schule in Reinfeld, das Reformgymnasium in Bad Oldesloe und begann dann eine Lehre im Kontor der Firma H. & J. Brüggen in Lübeck. Er entschloss sich jedoch schon bald, doch sein Abitur zu machen, und tat dies auf einem Gymnasium in Lübeck. Ab 1923 studierte er an der Universität Hamburg Germanistik mit Niederdeutsch, Englisch, Französisch und Volkskunde. 1928 wurde er hier mit einer Dissertation über Hermann Boßdorf zum Dr. phil. promoviert. Seine erste Stelle als Lehrer erhielt er an der Wichern-Schule des Rauhen Hauses in Hamburg. Von 1936 bis 1958 war er Studienrat an der Ernestinenschule in Lübeck. Obgleich kein NSDAP-Mitglied, war er von 1937 bis 1945 im Nebenamt Städtischer Beauftragter für Niederdeutsche Kultur und Dozent für Niederdeutsch an der Lübecker Sprechschule für Lehrkräfte.
Budich schrieb zunächst Lustspiele für Niederdeutsche Bühnen, später auch Schulbücher. Die Niederdeutsche Bühne Lübeck führte mehrere seiner Stücke mit Erfolg auf, insbesondere Leben in de Bood. Mehrere seiner Bücher wurden von der Fehrs-Gilde verlegt. 1955 veröffentlichte er eine mehrfach wieder aufgelegte Auswahl der Gedichte von Hermann Claudius. Seit der zweiten Hälfte der 1960er Jahre wurde er recht bekannt mit seinen verschiedenen norddeutschen Witze- und Döntjes-Sammlungen.

## Ehrungen
- 1960 Klaus-Groth-Preis der Stiftung F.V.S. Hamburg

## Werke
- Boßdorf als Lyriker und Balladendichter. Schönberg i. M. 1928. (zugl. Hamburg, Phil. Diss., 1928)
- Wind üm de Ohrn. Mahnke, Verden-Aller 1935.
- Leben in de Bood. K. Mahnke, Verden-Aller 1936.

auch hochdeutsch: Leben in der Bude: Kontorkomödie. Lustspiel in 3 Akten. K. Mahnke, Verden 1937.
- Up 'n Holtweg. Mahnke, Verden 1937.
- En Kuß in Ehren. Mahnke, Verden 1938.
- En gefährliche Gast. Mahnke, Verden 1939.
- (mit Erwin Herzig): Dat Holstendoor: En Lübecker Dichterbook för de Soldaten. NSDAP-Kreisleitung Lübeck, Lübeck 1943.
- Die tanzenden Fische. Westermann, Braunschweig 1944.
- Ut Dag un Droom. Hamburg: Verlag der Fehrs-Gilde [1951].
- Wir lesen Zeitung : Prakt. Beispiele für die Benutzung und Auswertung der Zeitung im Unterricht. Mit vielen Fragen und Aufgaben zur Selbständigkeit der Schüler. (= Wege zu Wissen und Bildung). Dürr, Bonn / Berlin / München 1954.
- Fernes China. Hirschgraben-Verlag, Frankfurt am Main 1955.
- Plattdütsch Spraak un Aart in Lübeck. Plattdütsche Volksgill, Lübeck [1958].
- Heiteres Hamburg. Matthiesen, Hamburg [1961].
- Bunte Wohrheiten. Verlag der Fehrs-Gilde, Hamburg-Wellingsbüttel 1967.
- Wat dat nicht all gifft. LN-Verlag, Lübeck 1967.
- Lachen mutt sien. LN-Verlag, Lübeck 1968.
- Dat ward jo ümmer beter. LN-Verlag, Lübeck 1969.
- Föftig Johr Plattdütsche Volksgill to Lübeck. Plattdütsche Volksgill to Lübeck, Lübeck 1968.
- Der Witz der Hamburger. Desch, München 1970.
- Der Witz der Ostpreussen Desch, München / Wien / Basel 1971. (weitere Auflagen als: Witze aus Ostpreussen. Husum-Dr.- und Verlag-Ges., Husum 1991)
- Der Witz der Ostfriesen. Desch, München / Wien / Basel 1972.
- Dat grote bunte Budich-Book. LN-Verlag, Lübeck 1978.
- Witze aus Schleswig-Holstein. Husum-Druck- und -Verlag-Ges., Husum 1980.
- Heiteres Hamburg. Husum-Druck- und Verlag-Ges., Husum 1980.
- Witze aus Mecklenburg. Husum-Druck- und Verlag-Ges., Husum 1981.
- Witze aus Pommern. Husum-Druck- und Verlag-Ges., Husum 1981.
- Witze aus Schleswig-Holstein. Husum-Druck- und Verlag-Ges., Husum 1981.
- Ok in Oldesloe geiht dat lustig to. Willfang, Bad Oldesloe 1981.
- Lach di gesund: eine Auswahl plattdeutscher Döntjes. Landeszeitung, Lüneburg [1982?]